# Kakushigoto
Kakushigoto (jap. かくしごと) – manga autorstwa Kōjiego Kumety, publikowana na łamach magazynu „Gekkan Shōnen Magazine” wydawnictwa Kōdansha od grudnia 2015 do lipca 2020.
Na podstawie mangi studio Ajia-do Animation Works wyprodukowało serial anime, którego emisja trwała od kwietnia do czerwca 2020.

## Fabuła
Kakushi Gotō zarabia na życie rysując mangi ecchi. Jednakże obawiając się, że fakt ten może zrazić do niego jego córkę Hime, za wszelką cenę próbuje ukryć przed nią swój prawdziwy zawód.

## Bohaterowie
- Kakushi Gotō (jap. 後藤 可久士 Gotō Kakushi)

Seiyū: Hiroshi Kamiya 
- Hime Gotō (jap. 後藤 姫 Gotō Hime)

Seiyū: Rie Takahashi 
- Aogu Shiji (jap. 志治 仰 Shiji Aogu)

Seiyū: Taku Yashiro 
- Rasuna Sumita (jap. 墨田 羅砂 Sumita Rasuna)

Seiyū: Kiyono Yasuno 
- Ami Kakei (jap. 筧 亜美 Kakei Ami)

Seiyū: Ayane Sakura 
- Kakeru Keshi (jap. 芥子 駆 Keshi Kakeru)

Seiyū: Ayumu Murase 
- Satsuki Tomaruin (jap. 十丸院 五月 Tomaruin Satsuki)

Seiyū: Natsuki Hanae 
- Nadila (jap. ナディラ Nadira)

Seiyū: Emiri Katō 
- Kairi Imashigata (jap. 戒潟 魁吏 Imashigata Kairi)

Seiyū: Akio Ōtsuka 

## Manga
Manga ukazywała się w magazynie „Gekkan Shōnen Magazine” wydawnictwa Kōdansha od 5 grudnia 2015 do 6 lipca 2020. Seria została również opublikowana w dwunastu tankōbonach, wydanych od 17 czerwca 2016 do 17 lipca 2020.
| Nr | Data wydania (język japoński) | ISBN (język japoński)  |
| -- | ----------------------------- | ---------------------- |
| 1  | 17 czerwca 2016               | ISBN 978-4-06-377485-6 |
| 2  | 17 października 2016          | ISBN 978-4-06-393029-0 |
| 3  | 17 lutego 2017                | ISBN 978-4-06-393148-8 |
| 4  | 16 czerwca 2017               | ISBN 978-4-06-393209-6 |
| 5  | 17 listopada 2017             | ISBN 978-4-06-510463-7 |
| 6  | 17 maja 2018                  | ISBN 978-4-06-511492-6 |
| 7  | 17 października 2018          | ISBN 978-4-06-513406-1 |
| 8  | 17 kwietnia 2019              | ISBN 978-4-06-515253-9 |
| 9  | 17 września 2019              | ISBN 978-4-06-517104-2 |
| 10 | 15 września 2019              | ISBN 978-4-06-517631-3 |
| 11 | 17 marca 2020                 | ISBN 978-4-06-518694-7 |
| 12 | 17 lipca 2020                 | ISBN 978-4-06-519981-7 |

## Anime
Adaptacja w formie telewizyjnego serialu anime została ogłoszona 15 listopada 2019 wraz z wydaniem 10. tomu mangi. Seria została zanimowana przez studio Ajia-do Animation Works i wyreżyserowana przez Yūtę Murano. Za kompozycję serii odpowiada Takashi Aoshima, postacie zaprojektował Shūhei Yamamoto, muzykę zaś skomponowała Yukari Hashimoto. Serial był emitowany od 2 kwietnia do 18 czerwca 2020 w stacjach BS-NTV, AT-X, Tokyo MX i SUN. Motywem otwierającym jest „Chiisana hibi” (jap. ちいさな日々) w wykonaniu zespołu Flumpool, natomiast kończącym „Kimi wa tennen shoku” (jap. 君は天然色) autorstwa Eiichiego Ōtakiego. Prawa do streamingu serii nabyło Funimation. Po przejęciu Crunchyroll przez Sony seria została przeniesiona do tegoż serwisu.

## Film
12 grudnia 2020 ogłoszono, że seria otrzyma film kompilacyjny, którego premiera odbyła się 9 lipca 2021.

## Odbiór
W 2017 roku seria zajęła 18. miejsce w trzeciej edycji konkursu Next Manga Award w kategorii drukowanej.